# Fred Oldenburg
Fred Oldenburg (1955) is een Nederlands pianist.
Oldenburg speelt al piano vanaf zijn vijfde jaar. Hij studeerde piano aan het Koninklijk Conservatorium in Den Haag bij Theo Bruins en daarna aan de Juilliard School of Music in New York bij Beveridge Webster en in Brussel bij Eduardo del Pueyo. 

## Prijzen en onderscheidingen
In 1980 ontving Oldenburg de Prix d'Excellence (de voorloper van de huidige Nederlandse Muziekprijs).

## Activiteiten
Oldenburg is actief als solist, kamermusicus en begeleider. Hij soleerde bij verschillende orkesten, onder meer het Residentie Orkest, het Concertgebouworkest, het Radio Filharmonisch Orkest en het Orkest van het Oosten. Hij speelde op concerten en radio- en televisieopnames in onder meer Nederland, Duitsland, Italië, Frankrijk, Canada en de Verenigde Staten. Sinds 1992 is Oldenburg Soliste en résidence van de Franse stichting Fondation Sophia Antipolis.
Oldenburg speelt het 'traditionele' repertoire (onder andere de sonates van Wolfgang Amadeus Mozart, Ludwig van Beethoven en Franz Schubert, Schilderijententoonstelling van Modest Moessorgski, Gaspard de la nuit van Maurice Ravel, Petrouchka van Strawinski), maar ook hedendaagse composities van onder anderen Steve Reich, György Ligeti en Michael Tippett. Oldenburg maakt ook eigen bewerkingen, zoals van de Boléro van Ravel (in 1997 op cd verschenen). Ook nam hij op cd op de 12 Études d'Exécution Transcendante van Liszt, de 3 sonates van Chopin en de pianokwintetten van Alfred Schnittke en Charles Ives met het Mondriaan-strijkkwartet.
Oldenburg geeft ook les: hij gaf een aantal jaar les aan het Koninklijk Conservatorium in Den Haag en momenteel is hij hoofdvakdocent piano en correpetitor aan het ArtEZ Conservatorium in Enschede en Zwolle.
- Gemeinsame Normdatei: 135151848
- International Standard Name Identifier: 0000 0003 7026 8478
- Library of Congress Control Number: n93096388
- MusicBrainz: 9e144bd4-1202-4a33-95f6-d61e3b197f4a
- Nationale Bibliotheek van Israël: 987011289483605171
- Nederlandse Thesaurus van Auteursnamen: 107196824
- Système universitaire de documentation: 234381973
- Virtual International Authority File: 236047574
- WorldCat: E39PBJyCCVTmCWmV3DCThyPCwC